# Dirka po Franciji 1954
| Mesto | Ime           | Čas             |
| ----- | ------------- | --------------- |
| 1     | Louison Bobet | 140 h 6 min 5 s |
| 2     | Ferdy Kübler  | 15 min 49 s     |
| 3     | Fritz Schaer  | 21 min 46 s     |
| 4     | Jean Dotto    | 28 min 21 s     |
| 5     | Jean Malléjac | 31 min 38 s     |

Dirka po Franciji 1954 je bila 41. dirka po Franciji, ki je potekala leta 1954.
To prvenstvo je bilo prvo, katerega start je bil v drugi državi in sicer v nizozemskem Amsterdamu (do sedaj je bil zmeraj v Franciji).

## Pregled
| Kategorije                          | Podatki           |
| ----------------------------------- | ----------------- |
| Začetek-konec                       | Amsterdam - Pariz |
| Dolžina (km)                        | 4.656             |
| Število etap                        | 23                |
| Povprečna hitrost zmagovalca (km/h) | 32,229            |
| Kolesarjev                          | 110               |
| Tekmo končalo                       | 69                |